# Allersdorf (Bogenberg)
Allersdorf war ein Weiler und ein Ortsteil der damaligen Gemeinde Bogenberg im niederbayerischen Landkreis Bogen.
Er wurde in den 1950er-Jahren devastiert und seine Flächen in den neu geschaffenen Standortübungsplatz Bogen der Graf-Aswin-Kaserne integriert. Der Ort lag etwa zweihundert Meter südlich der damals bestehenden Straße zwischen Bogen (Stadt) und Breitenweinzier, der heutigen Mussinanstraße in der Stadt Bogen.
Im nahe gelegenen Markt Schwarzach gibt es ebenfalls einen Ortsteil Allersdorf.

## Geschichte
Innerhalb des Pfleggerichts Mitterfels gehörte der Ort zur Obmannschaft Liepolding im Amt Schwarzach. Es gab zwei ganze Höfe (Wurm, Früstorfer).